# Centro clínico de Voivodina
El Centro clínico de Voivodina (en serbio: Клинички центар Војводине) es un hospital que presta  servicios de atención a la salud a nivel terciario para la población de Voivodina, una provincia al norte de Serbia. El centro clínico se encuentra en la capital de Voivodina, la ciudad de Novi Sad. El hospital es el único centro de emergencias y hospitalización para la población de la ciudad de Novi Sad y de la región al sur de Bačka.
Las clínicas y centros de diagnóstico en el Centro Clínico también representan la principal línea de investigación y de educación de la Facultad de Medicina de la Universidad de Novi Sad, y proporcionan capacitación especializada para licenciados en medicina.